# Vandenesse-en-Auxois
Vandenesse-en-Auxois település Franciaországban, Côte-d’Or megyében. Lakosainak száma 294 fő (2022. január 1.). Vandenesse-en-Auxois Commarin, Sainte-Sabine, Châteauneuf, Créancey, Maconge és Rouvres-sous-Meilly községekkel határos.

## Népesség
A település népessége az elmúlt években az alábbi módon változott:
| Lakosok száma | 217  | 189  | 220  | 261  | 278  | 292  | 302  | 297  | 295  | 294  |
|               | 1968 | 1982 | 1990 | 2006 | 2013 | 2015 | 2017 | 2019 | 2020 | 2022 |